# Boris Gehlen
Boris Gehlen (* 29. April 1973 in Mechernich) ist ein deutscher Wirtschaftshistoriker.

## Leben
Nach dem Abitur 1992 am Hermann-Josef-Kolleg Steinfeld, dem Wehrdienst (1992–1993) in Daun und dem Studium (1993–1999) der Verfassungs-, Sozial- und Wirtschaftsgeschichte, der Politischen Wissenschaft und der Neueren Geschichte an der Universität Bonn wurde er 2005/2006 promoviert. Er war von 1999 bis 2014 wissenschaftlicher Mitarbeiter an den Universitäten Bonn, Köln und Wien. Nach Erteilung der Venia legendi 2014 für Wirtschafts- und Sozialgeschichte durch die Philosophische Fakultät in Bonn ist er seit 2021 Professor für Unternehmensgeschichte an der Universität Stuttgart.
Seine Forschungsschwerpunkte sind Unternehmer- und Unternehmensgeschichte, Wirtschafts- und Sozialgeschichte des 19. und 20. Jahrhunderts, Banken-, Börsen- und Finanzmarktgeschichte und Geschichte der Wirtschaftsordnung sowie Regulierung und (Corporate) Governance.

## Schriften (Auswahl)
- Paul Silverberg (1876–1959). Ein Unternehmer (= Vierteljahrschrift für Sozial- und Wirtschaftsgeschichte. Beihefte. Nr. 194). Steiner, Stuttgart 2007.
- mit Ralf Ahrens, Alfred Reckendrees: Die „Deutschland AG“. Historische Annäherungen an den bundesdeutschen Kapitalismus. Klartext, Essen 2013.
- mit Franz Schorkopf: Demokratie und Wirtschaft. Eine interdisziplinäre Herausforderung. Mohr Siebeck, Tübingen 2013.
- Die Thyssen-Bornemisza-Gruppe. Eine transnationale business group in Zeiten des Wirtschaftsnationalismus (1932–1955) (= Familie – Unternehmen – Öffentlichkeit. Band 10). Brill, Ferdinand Schöningh, Paderborn 2021.